# Brécy (Aisne)
Brécy és un municipi francès situat al departament de l'Aisne i a la regió dels Alts de França. L'any 2007 tenia 335 habitants.

## Demografia

### Població
El 2007 la població de fet de Brécy era de 335 persones. Hi havia 128 famílies de les quals 36 eren unipersonals (8 homes vivint sols i 28 dones vivint soles), 36 parelles sense fills, 52 parelles amb fills i 4 famílies monoparentals amb fills.
La població ha evolucionat segons el següent gràfic:
Habitants censats

### Habitatges
El 2007 hi havia 151 habitatges, 126 eren l'habitatge principal de la família, 16 eren segones residències i 9 estaven desocupats. 148 eren cases i 1 era un apartament. Dels 126 habitatges principals, 107 estaven ocupats pels seus propietaris, 14 estaven llogats i ocupats pels llogaters i 5 estaven cedits a títol gratuït; 1 tenia una cambra, 2 en tenien dues, 19 en tenien tres, 32 en tenien quatre i 72 en tenien cinc o més. 82 habitatges disposaven pel capbaix d'una plaça de pàrquing. A 57 habitatges hi havia un automòbil i a 53 n'hi havia dos o més.

### Piràmide de població
La piràmide de població per edats i sexe el 2009 era:
| Homes | Edats   | Dones |
| ----- | ------- | ----- |
| 0     | 95 o +  | 0     |
| 0     | 90 a 94 | 0     |
| 4     | 85 a 89 | 0     |
| 0     | 80 a 84 | 0     |
| 12    | 75 a 79 | 8     |
| 4     | 70 a 74 | 12    |
| 4     | 65 a 69 | 8     |
| 8     | 60 a 64 | 12    |
| 4     | 55 a 59 | 0     |
| 12    | 50 a 54 | 4     |
| 8     | 45 a 49 | 4     |
| 12    | 40 a 44 | 20    |
| 20    | 35 a 39 | 16    |
| 12    | 30 a 34 | 12    |
| 8     | 25 a 29 | 4     |
| 4     | 20 a 24 | 8     |
| 4     | 15 a 19 | 12    |
| 4     | 10 a 14 | 8     |
| 20    | 5 a 9   | 12    |
| 12    | 0 a 4   | 0     |

## Economia
El 2007 la població en edat de treballar era de 217 persones, 161 eren actives i 56 eren inactives. De les 161 persones actives 144 estaven ocupades (84 homes i 60 dones) i 18 estaven aturades (6 homes i 12 dones). De les 56 persones inactives 15 estaven jubilades, 24 estaven estudiant i 17 estaven classificades com a «altres inactius».

### Ingressos
El 2009 a Brécy hi havia 132 unitats fiscals que integraven 342 persones, la mediana anual d'ingressos fiscals per persona era de 15.748,5 €.

### Activitats econòmiques
Dels 6 establiments que hi havia el 2007, 2 eren d'empreses de comerç i reparació d'automòbils, 1 d'una empresa de transport, 1 d'una empresa d'hostatgeria i restauració, 1 d'una empresa de serveis i 1 d'una empresa classificada com a «altres activitats de serveis».
Dels 3 establiments de servei als particulars que hi havia el 2009, 1 era un taller de reparació d'automòbils i de material agrícola, 1 perruqueria i 1 restaurant.
L'any 2000 a Brécy hi havia 3 explotacions agrícoles que ocupaven un total de 606 hectàrees.

## Poblacions més properes
El següent diagrama mostra les poblacions més properes.